# Григорий Сорока
Григо̀рий Васѝлиевич Соро̀ка (на руски: Григорий Васильевич Сорока) е руски художник.
Роден е на 27 ноември (стар стил) 1823 година в Покровское, Тверска губерния, като крепостен селянин на местния помешчик Николай Милюков. През 1842 – 1847 година учи рисуване при известния художник Алексей Венецианов, който се опитва неуспешно да убеди собственика му да го освободи, за да продължи образованието си. Рисува главно портрети, пейзажи и битови сюжети. След Премахването на крепостничеството през 1861 година се включва в спорове на селяните от Покровское с Милюков, за което е съден.
Григорий Сорока се обесва на 22 април (стар стил) 1864 година в Покровское, малко преди да бъде произнесена присъдата му.